# Flash e Dash
Flash e Dash (闪电冲线 em Mandarim, 閃電衝線 em Taiwan, 閃電衝綫  em Hong Kong) ou Race-Tin: Flash and Dash em Inglês é um anime chinês feito pela Alpha Animation and Culture Co.,Ltd em 2009.  Também é uma franquia de carrinho de controle remoto fabricada pela Danbar Entertainment na Europa e por Auldey na China. A animação possui os carros RC. Existem dois temas de aberturas, A canção de abertura Chinesa é a versão original “Flash! Dash!” e a versão Inglesa é a “Feel the Fire! Feel the Speed!” que foi escrita por John Mitchell e Tom Keenlyside. A série de TV apresentam outros carros RC Race-Tin, mas também de Race-Tin Gen3: Performance Racing. É seguido por Race-Tin: Flash & Dash 2 de 2011 e Race-Tin: Flash & Dash S de 2012.
No Brasil o anime foi licenciado pela Flashstar Filmes em 2010.  Em Portugal a primeira temporada do anime foi emitida pelo Canal Panda entre setembro de 2013, e a segunda temporada estreou dia 1 de setembro de 2014 às 08h00.

## Enredo
Os irmãos gêmeos Frank e Karl ficam com o seu tio "preferido", enquanto os pais estão fora. No segundo dia, perdem-se à ida para a escola e encontram Sally, um piloto experiente de carros telecomandados.
Depois da escola, Karl e Frank conhecem Mike, outro piloto experiente de carros telecomandados. A seguir, Sally leva-os à pista de treinos, onde competem com Mike (Sally incentiva a corrida, ao dizer a Karl que a competição de carros telecomandados é mais do que um mero jogo para crianças). Enquanto Karl manobra os comandos, indigna-se com a existência de tantos botões. Frank imita Mike e chega em segundo.
No início do torneio chamado R.C. Racing, ou Race Tin Games, Frank e o irmão Karl conhecem um piloto chamado Marco e o seu rival, Sword, e derrotam-nos a todos. Primeiro, encontram-se com Marco, que lhes ensina a concentrarem-se no que está à frente, e não nos carros. Quando Sally tem de ir entregar dinheiro ao banco, ela pensa que Marco o tinha roubado todo, mas ele não o fez.
Sword é desafiado por Karl, que está a fingir, e Karl ganha, copiando o Razor Passing (bloqueia corredores rivais que vêm atrás) e revela que é Marco que o faz e não o Karl. Quando Marco cai à água, por causa de Sword, terá de ir viver com o pai, para se manter afastado do Sword, ao ganhar uma corrida de despedida.
Depois de Marco completar a sua missão, um piloto chamado Tony, mais conhecido como YF, derrota acidentalmente todos os outros, come Tiramisu sem partilhar e derrota Frank e os seus amigos, depois de um teste na escola. Após duas semanas, ao praticar a formação do dragão, Karl fica frustrado por os amigos serem tão lentos e junta-se a Ocean. Juntos, modificam os carros para os tornar mais rápidos e mais fortes. Frank e Norton (o primo de Ocean e o terceiro elemento da equipa de Mike e da Sally) ficam zangados e frustrados e competem contra Karl e Ocean, respetivamente, para provarem que é a perícia de um piloto que ganha a corrida e não o carro.
Após a corrida, Ocean começa a sentir-se mal por ser o causador do ódio entre Karl e Frank e, assim, tenta convencê-lo a pedir desculpa. No entanto, Karl recusa-se a pedir desculpa e foge. Mas nada fica definido enquanto não pedem desculpas um ao outro. Karl volta para junto de Frank e Mike e melhoram as suas capacidades.
Antes da chegada dos pais, terão de derrotar inúmeros pilotos que regressaram, como Sword, que fica danificado sem se aperceber, que conduz um Dark Evil, Marco, com o seu Hummer modificado e Tony com o seu Polar Wolfer, e eles terão de acabar o torneio. Depois de Frank, Karl e Mike ganharem a corrida, Sword revela que eles são respeitáveis e dirige-se para o hospital.
Frank e Karl encontram-se com Sword, agora curado, e outros rapazes. Dizem que podem correr na altura que quiserem, e os carros iniciam a corrida. Numa cena final, uma rapariga misteriosa chamada Mary Bell vê Frank e Karl e prova como eles se saíram bem.

## Carros
Esta é uma lista de todos os 10 carros. Há 12 personagens na série. 10 personagens usam os produtos Flash e Dash, enquanto os outros 2 usam os produtos Gen3. Os carros são classificados em nomes da equipe e só 6 carros serão esclarecidos sobre as peças de ajuste. 4 carros famosos são desses fatos. Mesmo os carros que não são parecidos, eles correm mais rápido que os carros reais.

### Flash e Dash
1. X-Wind – X-X-Wind: O carro de Frank, baseado em uma Ferrari 599 GTB Fiorano, e que pode correr a 21 km/h, é confortável para qualquer volta de velocidade. As coisas que provam que o carro seja uma GTB 599 é o capô, e as saias laterais. É chamado de Frank X na dublagem brasileira.
2. Fly Infinity – Ultra-Fly Infinity: O carro de Karl, baseado em uma Lamborghini Reventón. Ele funciona exatamente o mesmo que o X-Wind. As coisas que provam que o carro seja um Reventón é os faróis e o para-choque dianteiro. O carro é capaz de criar ondas em chamas quando ataca.
3. Dark Evil – Black Dark Evil: baseado em uma Pagani Zonda R. O carro é impulsionado por Sword, que é forçado a dirigi-lo como arma para se livrar de Yumeko. Ele viaja sobre 23 km/h.

### Lightning Sonic
1. White Rider – Super White Rider: baseado em uma Toyota Supra RZ. O carro tem uma velocidade máxima de 19 km/h.
2. Ultra Flash – Shined Ultra Flash: baseado em uma Nissan Skyline GT-R V especificamente o carro II BNR34 JGTC. O carro desloca o mesmo que o White Rider.
3. Violet Killer – Sharp Violet Killer: baseado em um modelo de 2007 Volkswagen Golf GTI. O desempenho do carro é idêntico ao White Rider e ao Ultra Dash.

### Giant Golds
1. Thunder Giant – Muscles Thunder Giant: um carro baseado em um veículo Hummer H2 cabine dupla (S.U.T.), conduzido pelo líder autoproclamado Marco. O carro percorre 21 km/h.
2. Mitsubishi Lancer Evolution VIII GSR.
3. Mazda RX-7 do tipo R FD3S.

### Raging Fire
1. Ray Killer – Anchor Ray Killer: baseado em uma TVR Sagaris.
2. Polar Wolver – Snow Polar Wolver: baseado em uma Lamborghini Gallardo. É chamado de Wolf na dublagem brasileira.
3. Fire Blast – Orange Fire Blast: baseado em uma Subaru Impreza WRX STI.

## Nomes das equipes

### Flash e Dash
A equipe principal do anime. A equipe tem o nome do produto, e do torneio. O carros da equipe são o X-Wind, Fly Infinity, e o Dark Evil. Os membros são Frank, Karl e Sword, as cores dos carros são vermelho, amarelo e preto.

### Lightning Sonic
A segunda equipe do anime. Os carros da equipe são White Rider, Ultra Flash, e Violet Killer. Os membros são Sally, Mike, e Norton.

### Giant Gold
A terceira equipe que foi introduzida na animação. A equipe é composta por Marco, Jonathan, e Lewis.

### Raging Fire
A quarta equipe a ser introduzida. Os carros da equipe T são o Ray Killer, Polar Wolver, e o Fire Blast. A equipe é composta por Tony, Horace, e o líder Ocean.

## Personagens

### Flash e Dash
Frank
O principal protagonista da série, ele dirige o X-Wind, uma Ferrari 599 GTB Fiorano (599XX) e é o líder da equipe Flash & Dash. Mostra uma grande habilidade com automodelos se destacando como um dos melhores pilotos da Flash & Dash. Diferente de Karl ele é mais sério, maduro e centrado nas corridas com automodelos.
Karl
O irmão gêmeo de Frank, ele dirige o Fly Infinity, uma Lamborghini Reventón de corrida. É o segundo membro da equipe Flash & Dash. Normalmente é impulsivo e imaturo muitas vezes chegando a falar coisas que acabam por causar desentendimento com seus amigos, principalmente Sally com quem tem uma rivalidade. Tem um grande gosto por tiramisù.
Sword
O último membro da equipe Flash & Dash, ele dirige o Dark Evil, um Pagani Zonda R. A princípio aparece como um antagonista na história sendo um inimigo de Marco, o acusando de roubar peças dos outros, frequentemente na companhia de seus cúmplices Jonathan e Lewis. Não se importa com o sentimento dos outros e quando possível é capaz de bater e quebrar automodelos para vencer corridas. Depois do arco da história do Marco ele deixa de aparecer, só retornando a partir episódio 19 se preparando para o torneio final, chegando a fazer Sally e Norton se aliarem a ele depois dos mesmos descobrirem que ele sofria de leucemia. Ele se redime no último episódio.

### Lightning Sonic
Sally
Sally é a protagonista feminina. Ela dirige o White Rider, um Toyota Supra RZ JZA80. Ela é a líder da equipe. Ela dirige em grande estilo para vencer todas as corridas. Sally tem um pai que é dono da empresa, o produto, e o torneio, além de ter uma mãe bastante severa que tenta obrigá-la a ser feminina. No começo abandonou a corrida depois de perder amizade com sua amiga Sarah, porém retorna depois de fazerem as pazes. Ela e Norton se juntam com Sword temporariamente para fazer que Mike volte com ela. Frequentemente se irrita com Karl principalmente quando é chamada de "valentona" por ele, chegando a desencadear um vulcão embaixo de Karl toda vez que se irrita.
Mike
Mike é o segundo membro da equipe Lightning Sonic. Ele dirige o Ultra Flash, um Nissan Skyline GT-R V Spec II BNR34. Seus pais trabalham como mecânicos de carro. No passado já ganhou uma competição possuindo uma taça de campeão (que ele conseguiu com a ajuda de Sally e Norton no campeonato passado) da qual se orgulha e usa como inspiração para continuar correndo. Porém mais adiante é revelado que sua obsessão pelo troféu estava o fazendo perder sua determinação em ser um bom piloto fazendo-o se apegar demais ao passado, tendo inclusive seu troféu destruído por Frank para ajudá-lo a superar o passado.
Norton
Norton é o terceiro membro de Lightning Sonic. Ele dirige o Violet Killer, um de tração traseira Volkswagen Golf GTI. Ele é de uma família rica e seus pais trabalham fora de Hong Kong, tendo como única companhia sua tartaruga Catherine, e mais adiante seu primo Ocean. No começo da história ele havia abandonado as corridas de automodelo logo depois que Sally abandonou também, porém acabou retornando mais na frente durante o arco do Tommy depois que Sally pediu desculpas pelo afastamento. Ao contrário dos outros é sempre calmo e equilibrado. Não gosta muito do seu primo Ocean com quem compartilha rivalidade e o considera irritante quando começa a falar.

### Raging Fire
Ocean
Ocean é o líder da Raging Fire. Ele dirige o Ray Killer, um TVR Sagaris 2004 preto (Dado um TRD Spoiler (De TRD 3000GT Kit de Corpo do Toyota Supra RZ) no mangá japonês) e leva pelo cruzador em 7 mares. Foi introduzido depois da saída de Tommy. Ele é primo de Norton (a quem sempre chama de "Primo Norton") e tem uma grande habilidade modificando automodelos, no entanto Norton não gosta muito de sua companhia principalmente depois que ele mexeu no seu automodelo anteriormente. Ele fala muito (como um conselheiro) para dizer às pessoas para fazerem as coisas direito, porém seus conselhos normalmente irritam, sempre cuspindo alfabetos (ABC's) em adversários quando eles zombam dele. Ele se juntou a Karl depois que o mesmo brigou com Frank, compartilhando sentimentos por também ter se desentendido com seu irmão mais velho no passado, porém posteriormente ele se reconcilia com seu irmão.
Tommy
Tommy é o segundo membro da Raging Fire. Ele dirige o Wolver Polar, uma Lamborghini Gallardo (Na Racing). Foi apresentado após a saída de Marco como um garoto rebelde e trapaceiro que detestava os estudos e também gostava de ser rude com Frank e Karl, além de procurar incriminar seus professores particulares. Recebeu seu automodelo quando mais novo como um presente de sua avó por quem ele adora e age com rebeldia por não poder mais vê-la. Tem uma grande habilidade dirigindo nas curvas e também foi o primeiro a ser visto usando a técnica furacão. Ele se move para fora do país no episódio 13 para estudar no exterior, porém retorna posteriormente no episódio 23 para entrar no torneio final.
Horace
Horace é o terceiro membro da Raging Fire. Ele dirige o Fire Blast, um Subaru Impreza WRX STI com a mesma qualidade que os outros dois carros. Ele gosta de comer, principalmente rolinhos-primavera, e por isso que ele está gordo. Na primeira metade dos episódios ele normalmente aparecia como um personagem secundário, normalmente na escola dos garotos, porém na segunda metade ele passa a pilotar ao ganhar seu automodelo através de um cupom que encontrou em um sorvete. A princípio faz aliança com Karl e Ocean, aprendendo a pilotar com eles.

### Giant Golds
Marco
Marco é o líder de Giant Golds. Ele dirige o Thunder Giant, um carro Hummer H2 S.U.T. Um garoto musculoso, porém tímido e gentil. É um pouco pobre e é órfão de mãe, guardando um relógio de pulso como última lembrança dela. Mora num apartamento pequeno e vive de coletar papel, além de colecionar revistas. Foi apresentado no segundo episódio como o melhor piloto de automodelo da Flash & Dash superando Sally e se qualificando como o maior recordista. A princípio os garotos achavam que ele fosse um ladrão por conta de mentiras inventadas por Sword, porém depois de descobrirem a verdade se tornaram grandes amigos. Ele se move para fora da cidade no episódio 7 depois que seu pai arranja um emprego fora da cidade, porém assim como Tommy ele também retorna posteriormente no episódio 23 entrando no torneio final.
Jonathan
Jonathan é um membro da equipe, e dirige um Mitsubishi Lancer Evolution CT9A. Ele dirige o carro em alta velocidade. Originalmente era um dos cúmplices de Sword, porém o deixou por não aturar seu abuso diante Marco com quem fez amizade depois. Depois da saída de Marco ele não volta a aparecer até o episódio 19 onde junto de Lewis inexplicavelmente volta a acompanhar Sword, porém é rejeitado pelo mesmo depois.
Lewis
Lewis é o outro membro da equipe, que dirige Mazda RX-7 FD3S. Assim como Jonathan também era um cúmplice de Sword até deixar de segui-lo junto de Jonathan para ajudar Marco. Assim como Jonathan depois da saída de Marco ele também não volta a aparecer até o episódio 19 também inexplicavelmente voltando a acompanhar Sword, porém também é rejeitado pelo mesmo depois.

### Outros personagens
Tio Charles
O tio adolescente de Frank e Karl com quem eles moram. É meio imaturo chegando as vezes a se desentender com os garotos, e possui um amor platônico e não correspondido pela Jane.
Jane
É uma jovem garota que trabalha numa doceria chamada Misser e é interesse amoroso de Charles. Em uma parte da história se torna professora particular de Tommy.
Sr. Wayne
É o responsável por comandar a Flash e Dash, bem como todos os torneios que ocorrem no lugar. Assim como Ocean ele também tem habilidades para modificar automodelos. Está sempre de bom humor e sempre ajuda os garotos.
Sarah
Amiga de infância de Sally. No passado elas juntas elas compartilhavam grandes ambições, com Sally querendo ser uma grande pilota e Sarah uma grande cantora. Elas haviam rompido amizade antes mesmo do começo da história, depois que Sally chegou atrasada em um de seus ensaios o que resultou na Sally abandonar seu grupo de automodelos. No entanto ela pede desculpas para Sally depois antes mesmo de se mudar. Só aparece nos episódios 2 e 3.
Pais de Mike
São um casal que trabalham como mecânicos de carro. Em uma parte da história a mãe tenta obrigar o filho a parar de pilotar automodelos ao sentir inveja do filho estudioso de uma amiga, indo longe a jogar a taça de campeão de Mike fora, porém depois pede desculpas e aceita o gosto de seu filho por automodelos.
Avó de Tommy
Uma senhora que no passado já foi uma grande pilota de automodelos. Costumava cuidar de Tommy e também foi quem o incentivou a entrar no esporte presenteando-o com o Wolf, sendo que ela também possui um automodelo idêntico. Desde que Tommy foi separado dela por sua mãe ele passou a entrar em rebeldia para poder vê-la de novo. No fim a avô é quem acaba ajudando Tommy a melhorar seu comportamento vencendo ele numa corrida.
Sra. May
A mãe de Sally. Sempre muito severa com a filha, quer que ela seja feminina usando vestido e não pilotando automodelos. Trabalha como uma atriz e por isso raramente retorna pra casa. Só aparece nos episódios 16 e 17.
Sky
Irmão mais velho de Ocean. Assim como seu irmão mais novo também é um especialista modificando automodelos. Anteriormente eles estavam brigados um com o outro depois de Ocean sem querer quebrar um automodelo que estava no quarto de seu irmão, sem saber que o automodelo tinha sido feito por Sky para um garoto desabilitado, fazendo assim Ocean ter um desgosto por irmãos mais velhos. No entanto depois de Ocean descobrir a verdade após Sky mandar-lhe uma nova carroceria ele se arrepende.
Pai de Sword
Aparece no último episódio. É um homem viúvo que perdeu sua esposa no passado pela mesma doença que atinge seu filho. Ele procura incentivar seu filho a ser positivo e forte para superar sua doença e fazer a cirurgia.